# کمیسیون بین‌المللی افراد گم‌شده
کمیسیون بین‌المللی افراد مفقود شده (ICMP) یک سازمان بین دولتی است که موضوع افراد گمشده در نتیجه درگیری‌های مسلحانه، نقض حقوق بشر و بلایای طبیعی را بررسی می‌کند. مقر آن در لاهه، هلند مستقر است. این سازمان کمک می‌کند تا دولت‌ها با شناسایی دی‌ان‌ای مفقودین در گورهای دسته جمعی به انجمن‌های خانوادگی افراد مفقود شده کمک کند، و در ایجاد راهبردها و مؤسسات برای جستجوی مفقودین کمک می‌کند. در دسامبر سال ۲۰۱۴، پیمانی منعقد شد که این کمسیون را به عنوان یک سازمان بین‌المللی تأسیس کرد. این پیمان ۵ امضا کننده دارد، هلند، انگلستان، سوئد، بلژیک و لوکزامبورگ. این پیمان لاهه (هلند) را به عنوان کرسی سازمان تعیین کرد.

## تاریخ
کمیسیون بین‌المللی افراد مفقود شده به دستور رئیس‌جمهور ایالات متحده بیل کلینتون در سال ۱۹۹۶ در اجلاس گروه هفت در لیون، فرانسه، برای مقابله با مسئله افراد گمشده در نتیجه درگیری‌های مختلف مربوط به بوسنی و هرزگوین تأسیس شد، رئیس فعلی آن توماس میلر است. اگرچه مستقر در سارایوو، بوسنی و هرزگوین (BiH) است، ICMP در حال حاضر مشغول فعالیت گسترده‌ای است که شامل مناطق درگیری پیشین در بالکان غربی و خاورمیانه و همچنین مناطقی است که تحت تأثیر بلایای طبیعی قرار دارند. مناطق سونامی تحت تأثیر طوفان کاترینا مناطقی از آسیای جنوبی و ایالت لوئیزیانا ایالات متحده را تحت تأثیر قرار داد. در سال ۲۰۰۱، بنا به درخواست مقامات شهر نیویورک، ICMP پس از حملات ۱۱ سپتامبر ۲۰۰۱ به مرکز تجارت جهانی، دو دانشمند برجسته پزشکی قانونی خود را نیز به ایالات متحده فرستاد.
در بالکان غربی با سه مرکز پزشکی قانونی ارتباط نزدیکی دارد که دو مورد از آنها بر بقایای انسان مربوط به کشتار سربرنیتسا است. ICMP دارای دفاتر در سارایوو و توزلا (برنامه بالکان غربی)، تیرانا (برنامه آلبانی)، بغداد و اربیل (برنامه عراق)، بیروت (برنامه سوریه-منا)، بوگوتا (برنامه کلمبیا) و نونو لئون (برنامه مکزیک) است، و همچنین دفتر مرکزی در لاهه، هلند.
در پایان سال ۲۰۱۸، تلاش‌های ICMP منجر به شناسایی DNAهای ۲۰۴۷۳ نفر شده بود.
در ژوئن سال ۲۰۰۸، فیلیپین توسط Typhoon Frank مورد حمله قرار گرفت و باعث مرگ بیش از ۱۰۰۰ نفر شد. در تلاش برای کمک به فیلیپین در شناسایی افرادی که به عنوان یک نتیجه از این فاجعه جان باختند، اینترپل از ICMP دعوت کرد تا با آنها همکاری کند تا به آنها کمک کند، از این رو برای نخستین بار توافق‌نامه که بین نوامبر ۲۰۰۷ و ICMP و اینترپل به امضا رسید امضا شد.

## تعهد
کمیسیون بین‌المللی افراد مفقود شده برای تأمین همکاری دولتها و سایر مقامات در یافتن افراد مفقود شده در نتیجه درگیری‌های مسلحانه، سایر خصومت‌ها یا نقض حقوق بشر و بلایای طبیعی تلاش می‌کند. همچنین از تلاش سایر سازمانها در تلاشهای خود پشتیبانی می‌کند، مشارکت مردم را در فعالیت‌های خود تشویق می‌کند و به توسعه بیان مناسب از بزرگداشت و ادای احترام به مفقودین کمک می‌کند. علاوه بر این به دولتها در انجام تعهدات مربوط به حقوق بشر در قبال قربانیان و اعضای خانواده بازمانده آنها و همچنین ایجاد ظرفیت نهادی که باعث افزایش اعتماد به نفس عمومی در دراز مدت می‌شود، کمک می‌کند.

## ساختار
کمیسیون بین‌المللی افراد مفقود شده توسط هیئت رئیسه اداره می‌شود، که شامل رئیس فعلی توماس میلر (از ماه مه ۲۰۱۱)، آلیستر برت، نات ولبایک، رولف اکئوس است. مدیر کل، کاترین بومبرگر، در آوریل ۲۰۰۴ به عنوان رئیس اجرایی سازمان منصوب شد و مسئولیت هدایت و نظارت بر کلیه فعالیت‌ها و برنامه‌ها در همه زمینه‌های عملیاتی را بر عهده دارد.